# Linea 5 (metropolitana di Barcellona)
La linea 5 della metropolitana di Barcellona è una linea di metropolitana che si estende da Cornellà de Llobregat fino alla stazione di Vall d'Hebron, attraversando trasversalmente da nord a sud la città di Barcellona, in Spagna. La linea fu inaugurata il 21 luglio 1959 come "Linea II" e fu progettata seguendo una linea trasversale complementare al percorso della L1.

## Caratteristiche generali
La linea 5 è operata dalla società Ferrocarril Metropolità de Barcelona come Transports Metropolitans de Barcelona (TMB). Il tracciato è sotterraneo a doppio binario, con l'eccezione di un breve tratto presso i depositi della stazione di Can Boixeres. Le officine e gli altri depositi si trovano a Vilapicina e Vall d'Hebron.
La linea è lunga 18,6 km e serve 27 stazioni. Negli orari di punta vi circolano 30 treni e nel 2010 ha trasportato un totale di 85,4 milioni di passeggeri, risultando così la terza linea per volume di trasporto dopo le linee L1 e L3.
I comuni serviti dalla linea sono: Barcellona, Cornellà de Llobregat, l'Hospitalet de Llobregat e Esplugues de Llobregat. In ambito urbano, la linea attraversa sei distretti di Barcellona: Eixample, Horta-Guinardó, Nou Barris, Sant Andreu, Sant Martí e Sants-Montjuïc.

### Stazioni

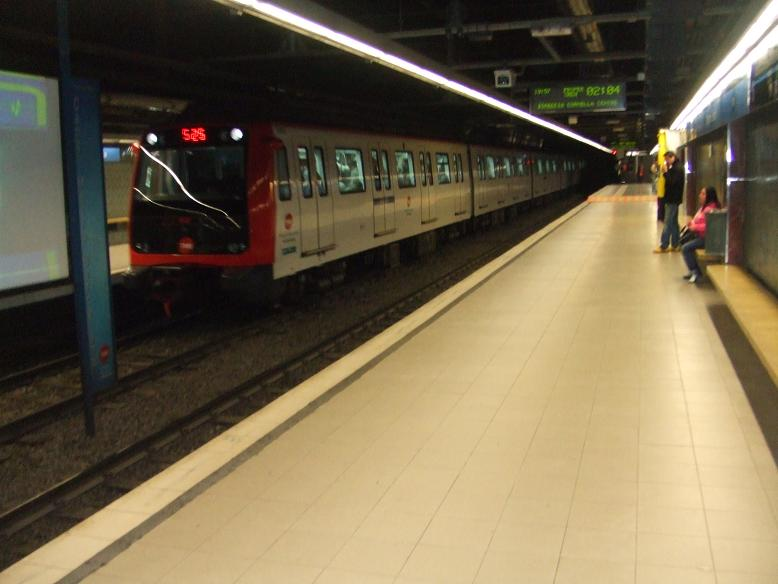
Banchina della stazione di Sagrada Família con un treno della serie 5000

Le stazioni sono in prevalenza a doppio binario con banchine parallele laterali, a eccezione delle stazioni di Maragall, Horta, El Coll-La Teixonera e Vall d'Hebron, che sono a banchina centrale, e della Sagrera che originariamente presentava tre banchine, una centrale e due laterali. Le stazioni più nuove della linea 5 sono tra le più profonde della rete: si trovano a 40 m sottoterra le stazioni El Carmel e Vall d'Hebron; la più profonda è la stazione El Coll-La Teixonera, che si trova a 74 metri di profondità.
Le stazioni che nel corso degli anni hanno cambiato il loro nome sono: Cornellà Centre (in precedenza Cornellà), Can Boixeres (Buxeras), Can Vidalet (Maladeta), Collblanc (San Ramón), Plaça de Sants (Sants), Sants-Estació (Roma-RENFE), Verdaguer (General Mola), Sant Pau-Dos de Maig (Dos de Mayo e poi Hospital de Sant Pau) e Congrés (Viviendas del Congreso). La stazione di Ernest Lluch nel progetto originario doveva chiamarsi Sant Ramon.
La maggior parte delle stazioni, per la precisione l'88% (23 su 26), sono accessibili alle persone a mobilità limitata; fanno eccezione le stazioni di Plaça de Sants, Verdaguer e Maragall. Ci sono in tutto dieci stazioni di corrispondenza e interscambio con le altre linee della metropolitana, con il tram, con i treni di FGC e Rodalies de Catalunya e gli autobus a medio e lungo raggio.

## Materiale rotabile

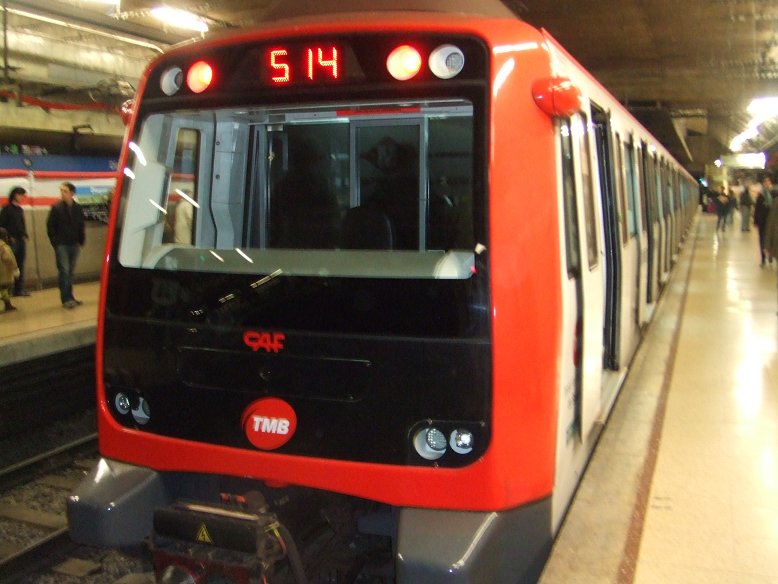
Treno della serie 5000 a Diagonal

Tutti i treni che circolano sulla L5 sono della Serie Alsthom 5000, che sono stati introdotti tra il 2006 e il 2007 in sostituzione della precedente serie 1000. Ancor prima erano impiegati i treni delle serie 300 e 600.

## Storia
L'attuale linea 5 è il risultato di diversi progetti ferroviari che hanno subito molte variazioni nel corso del tempo, finendo per unire due linee: la linea II e la linea V del Ferrocarril Metropolità de Barcelona (FMB). La linea II fu progettata negli anni cinquanta, in un contesto successivo alla guerra civile e in un ambito di municipalizzazione delle compagnie ferroviarie urbane (FMB e Gran Metropolità de Barcelona, GMB) mentre la linea V fu concepita negli anni sessanta, con un progetto modificato diverse volte nei vari piani poliennali di sviluppo dei trasporti (Plans de Metros).

Schema cronologico della linea 5.

### Il progetto iniziale: la Linea II

Progetto originale della linea II (in viola) tra Paral·lel e Horta, secondo il Piano di metropolitane 1966 e Teixonera, secondo il Piano di metropolitane 1971.

La tratta tra le stazioni La Sagrera e Horta fu progettata dal Ferrocarril Metropolità de Barcelona negli anni cinquanta come parte della linea II che avrebbe dovuto congiungere i quartieri di Horta e dell'ex-municipio di Sant Andreu de Palomar con il centro cittadino, arrivando fino alla stazione capolinea del Paral·lel.
I lavori ebbero inizio nel 1955 e il primo tratto tra La Sagrera e Vilapicina entrò in servizio nel 1959. Nel 1967 la linea fu prolungata di una stazione arrivando fino a Horta.

#### Pioniera dell'automatizzazione
Su questo stesso tratto a partire dal 28 gennaio 1961 iniziarono a circolare treni con un sistema di guida automatica, già sperimentato nel gennaio 1960. Il meccanismo si basava su un sistema di contatti e di cellule fotoelettriche e venne sviluppato dagli stessi tecnici della metropolitana di Barcellona; si trattò della prima applicazione al mondo di un sistema di guida automatica ai treni di un servizio di metropolitana.
Nel 1972 però questo sistema venne rimpiazzato da un altro di tipo differente, già sperimentato in altre reti, come per esempio a New York e a Parigi, ma su tratte brevi e con treni a una sola carrozza. Il nuovo sistema rimase in funzione per sette anni, fino a quando venne portata a termine la fusione tra le linea II e la linea V.

### Trasversale Alta: la Linea V

Progetto della Trasversale Alta (in viola) tra Sants e Horta, secondo il piano del 1963.

Progetto della linea V (in blu) tra Cornellà e Badalona, secondo il Piano delle metropolitane del 1971.

La Trasversale Alta o linea Sagrera - Sants - Sant Ramon fu inaugurata il 3 novembre 1969, con l'apertura del tratto tra le stazioni Collblanc (all'epoca denominata Sant Ramon) e Diagonal, avendo in previsione di arrivare successivamente fino alla stazione di La Sagrera dove si sarebbe interconnessa con la linea I (l'attuale L1) e la linea II (attuale L5). A Sants inoltre venne realizzata un'altra stazione in vista della corrispondenza con la nuova stazione ferroviaria di Barcellona-Sants come previsto dal Piano di Collegamenti Ferroviari.
Il 26 giugno 1970 furono aperte al pubblico le rimanenti stazioni del progetto iniziale, tra Verdaguer (allora chiamata General Mola) e Camp de l'Arpa, arrivando fino a La Sagrera.

### La linea V/II e la nascita della Linea 5

#### Fusione con la linea II
Nello stesso giorno dell'inaugurazione della tratta tra Verdaguer e Camp de l'Arpa divenne effettiva anche l'annessione della linea II alla linea V, sul percorso compreso tra Collblanc (Sant Ramon) e Horta. La misura avrebbe dovuto essere provvisoria in attesa del completamento della tratta tra le stazioni Paral·lel (all'epoca Poble Sec) e Sagrada Família della linea II.
L'incorporazione della linea II aveva lo scopo di collegare la zona nord della città con il centro usando i binari della linea V; nel 1968 erano stati assegnati gli appalti per i lavori del tunnel tra Paral·lel e Sagrada Família e l'anno successivo ebbero inizio i lavori promossi dal comune di Barcellona e dal Ministero dei trasporti (MTTC). Gli scavi però dovettero essere sospesi dopo qualche mese a causa di un blocco di pietra dell'antica cinta muraria che costrinse a modificare il tracciato;  successivamente nel 1973 i lavori si interruppero per mancanza di fondi, quando la realizzazione del tunnel era già stata completata.

#### La stazione fantasma
L'unificazione tra la linea II e la linea V ebbe come conseguenza la mancata apertura della stazione Gaudí, situata tra Sant Pau-Dos de Maig e Sagrada Família. La stazione era stata già completata e pronta per l'inaugurazione, come previsto dal progetto iniziale, ma si trovava troppo vicina alla fermata Sagrada Família e venne quindi deciso di non aprirla al servizio. Sebbene mai utilizzata, è una delle stazioni dismesse meglio conservate; il comune di Barcellona l'ha sfruttata per eseguire studi statistici sulla frequenza dei convogli ed è stata utilizzata anche per girarvi spot pubblicitari. Quando è illuminata, si può scorgere per alcuni secondi dai vagoni. Sono presenti panchine e scale mobili e vi si può accedere attraverso la sede dell'Associazione degli Amici del Metro di Barcellona.

#### Modifiche del progetto

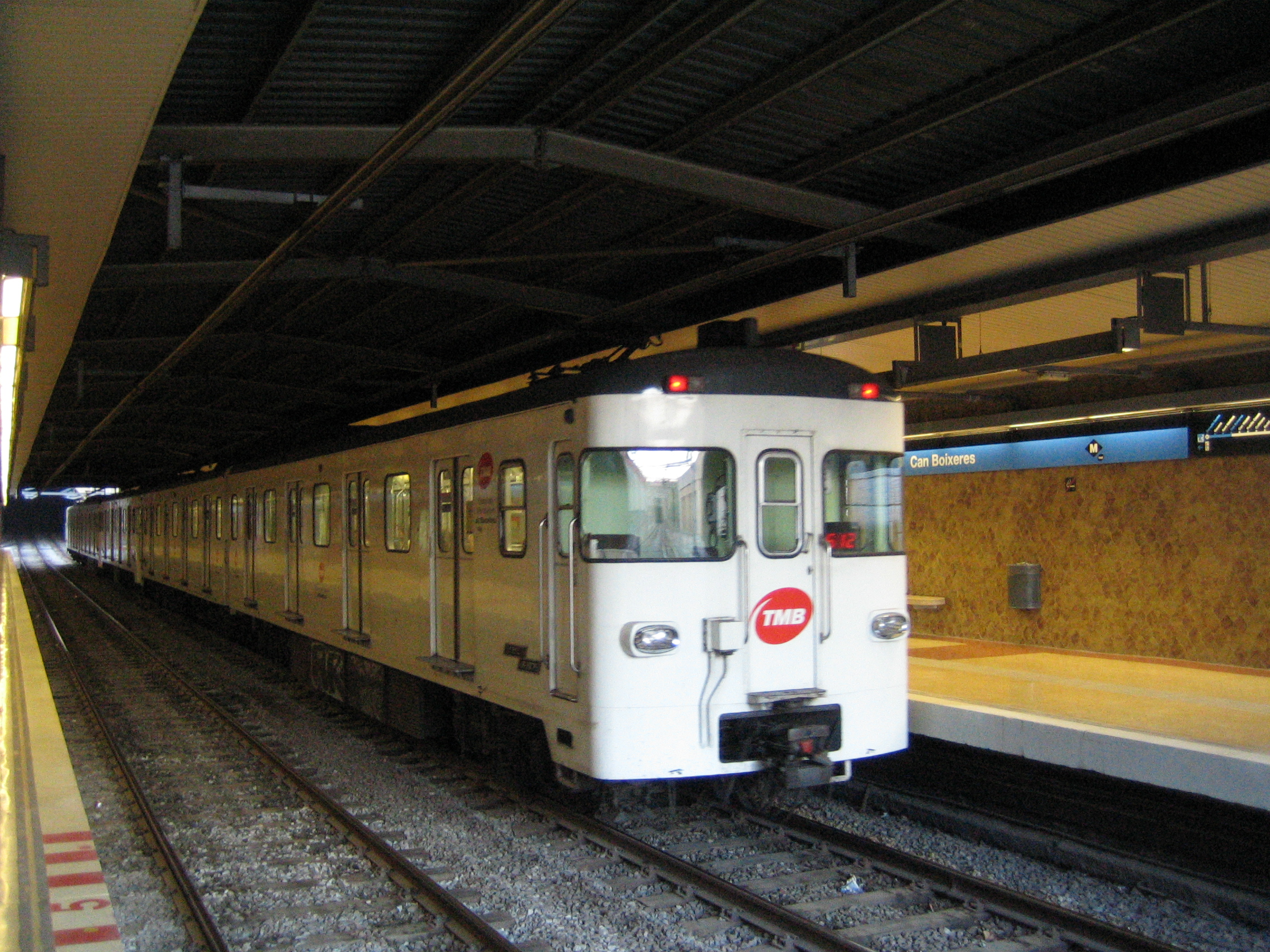
Nel 1973 arriva a l'Hospitalet (Pubilla Cases), nel 1976 a Cornellà (Sant Ildefons) e nel 1983 a Cornellà Centre.

L'unificazione del 1970 in un primo momento non alterò i progetti successivi. Il Piano delle Metropolitane del 1974 prevedeva che la linea II arrivasse fino a Paral·lel e, come i precedenti piani del 1976 e del 1966, per la linea V prevedeva l'arrivo a la Verneda e poi al Pomar a Badalona. Rimaneva dunque il progetto di due linee, Paral·lel-Taxonera e Cornellà-Pomar.
Nel 1977 presero l'avvio i lavori della tratta tra La Pau e Pep Ventura per portare la linea V a Badalona, tratta che poi, quando fu aperta nel 1985, divenne parte della linea IV e successivamente della linea 2. In ogni caso, il tracciato della linea V rimaneva incompleto in quanto rimaneva ancora in fase di progetto il tratto tra Sagrada Família e La Pau e solo come previsione il prolungamento di 3,6 km con quattro stazioni da Pep Ventura fino al quartiere di.
Il Piano delle Metropolitane del 1984 cambiò le configurazioni previste fino ad allora, ridisegnando la rete secondo la struttura attuale, assegnando provvisoriamente il nuovo tratto La Pau-Pep Ventura alla linea 4 in attesa dell'apertura della nuova linea 2. In questo modo l'unificazione tra la linea II e la linea V da provvisoria divenne definitiva, evitando ulteriori interventi sulla Plaça de Gaudí.

### L'estensione Horta - Vall d'Hebron

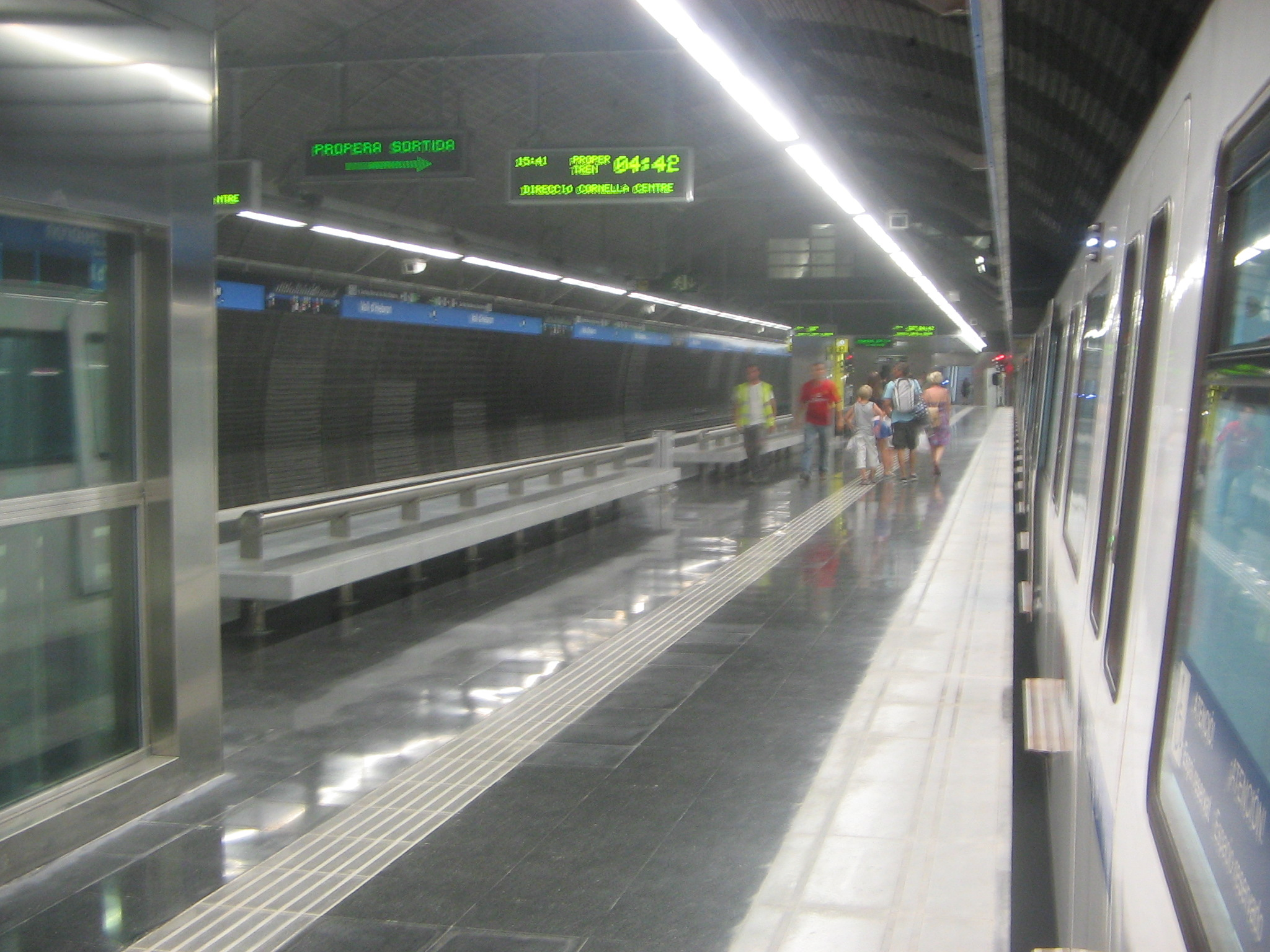
La tratta Horta-Vall d'Hebron fu aperta nel 2010

Il prolungamento da Horta a Vall d'Hebron era già contemplato nel piano del 1963, che prevedeva anche il prolungamento tra Vilapicina e Horta che non era ancora stato realizzato. Il successivo piano del 1966 soppresse l'estensione fino a Vall d'Hebron ma il Piano delle Metropolitane del 1974 lo reintrodusse su un tracciato diverso, più sinuoso e con un prolungamento di due fermate con capolinea a Taxonera (La Teixonera). In seguito il progetto originale venne recuperato per realizzare l'allacciamento tra la linea 5 e la linea 3 a Vall d'Hebron.
Questa estensione della linea, l'ultima in ordine di tempo, entrò in esercizio il 30 luglio 2010, servendo con le sue tre fermate un bacino di 30 000 utenti. Nonostante l'intervento riguardasse solo tre stazioni (El Carmel, El Coll-La Teixonera e Vall d'Hebron) i lavori richiesero quasi otto anni.
La prima pietra infatti fu posata nel 2002, con l'entrata in servizio prevista per il 2006. I lavori però furono interrotti a causa di una serie di sprofondamenti, dovuti alla presenza di una faglia non rilevata nel progetto e che provocarono diverse voragini nel cuore della città, obbligando a rivedere il progetto. La costruzione riprese a marzo 2007, utilizzando un sistema a talpa meccanica al posto della perforazione semplice.

#### Lo sprofondamento del Carmel
Il 25 gennaio 2005 durante i lavori su un tunnel di servizio nel quartiere del Carmel si verificò un primo sprofondamento. Questo primo evento obbligò a evacuare 1057 persone da 84 appartamenti all'altezza del Carrer di Calafell. Due giorni dopo, il 27 gennaio, avvenne il collasso principale che inghiottì il parcheggio interrato del Carrer di Calafell 12 in una voragine larga 18 metri e profonda 35. Fu necessario demolire l'edificio situato al numero 10, gravemente lesionato, e in seguito anche altri tre immobili nelle vicinanze.
Il disastro provocò una grave crisi politica e sociale a livello locale ed ebbe come conseguenza il blocco totale di tutti i lavori ferroviari in corso nella città di Barcellona. Si costituì un movimento che chiedeva lo spostamento della linea dell'alta velocità (AVE) lungo la linea del litorale, per impedire la realizzazione del tunnel ferroviario sotto il centro urbano abitato. I lavori della linea 5 rimasero bloccati del tutto dovendosi rivedere i progetti e di riflesso furono impattati anche i lavori di ampliamento della linea 3 e soprattutto quelli per la realizzazione delle linee 9 e 10.
L'ultimo ampliamento è stato l'apertura della stazione Ernest Lluch tra le fermate Pubilla Cases e Collblanc, avvenuto il 25 luglio 2021.

## Percorso
| Urban head station in tunnel |

| Urban tunnel stop on track |

| Urban tunnel stop on track |

| Unknown route-map component "utSTR+l" | Unknown route-map component "utABZgr" |  |

| Urban tunnel straight track | Urban tunnel stop on track |  |

| Unknown route-map component "utDST" | Urban tunnel straight track |  |

| Unknown route-map component "utSTRl" | Unknown route-map component "utABZg+r" |  |

| Urban tunnel stop on track |

| Urban tunnel stop on track |

| Unknown route-map component "utINT" |

| Unknown route-map component "utINT" |

| Urban tunnel stop on track |

| Unknown route-map component "utINT" |

| Bus station | Unknown route-map component "utINT" |  |

| Unknown route-map component "utCONTgq" | Unknown route-map component "utABZgr" |  |

| Urban tunnel stop on track |

| Urban tunnel stop on track |

| Unknown route-map component "utINT" |

| Unknown route-map component "utINT" |

| Unknown route-map component "utINT" |

| Urban tunnel unused stop on in-use track |

| Urban tunnel stop on track |

| Urban tunnel stop on track |

| Unknown route-map component "utINT" |

| Urban tunnel stop on track |

| Unknown route-map component "utINT" |

| Unknown route-map component "utCONTgq" | Unknown route-map component "utABZg+r" |  |

| Urban tunnel stop on track |

| Urban tunnel stop on track |

| Unknown route-map component "utKDSTaq" | Unknown route-map component "utABZg+r" |  |

| Urban tunnel stop on track |

| Urban tunnel stop on track |

| Urban tunnel stop on track |

| Unknown route-map component "utKDSTaq" | Unknown route-map component "utABZgr" |  |

| Urban End station in tunnel |

|  |